# Alfred Robens
Alfred Robens, baron Robens av Woldingham, född 18 december 1910 i Manchester, Lancashire, död 27 juni 1999 i Chertsey, Surrey, var en brittisk pär, politiker och industriman.

## Biografi
Alfred Robens föddes i ett arbetarområdet i södra Manchester som son till bomullsförsäljaren George Robbens och Edith Anderton. Han lämnade skolan som femtonåring och började arbeta som bland annat springpojke åt ett paraplybolag. Robens var 1935–1945 fackligt engagerad på heltid. Han fick medicinsk frisedel under andra världskriget och satt i Manchesters stadsfullmäktige 1941–1945. I samband med Parlamentsvalet i Storbritannien 1945 valdes Robens in som ledamot för Labour i gruvdistriktet Wansbeck. Han fortsatte representera distriktet (som senare döptes om till Blyth) fram till 1960. Under några månader år 1951 var han Clement Attlees arbetsminister vilket gjorde att han blev insvuren i Kronrådet för livet ut.
1961 upphöjdes Robens till baron Robens av Woldingham i grevskapet Surrey av drottning Elizabeth II och intog en plats i brittiska överhuset på rekommendation av premiärminister Harold Macmillan. Samma år blev han ordförande för National Coal Board där han skulle vara i tio år. Robens innehade även flera förtroendeuppdrag inom det privata näringslivet. 1979 lämnade han Labour och blev medlem i Konservativa partiet.

## I folkmusik
Lord Robens finns omskriven i låten Pound a Week Rise av Ed Pickford för hans behandling av gruvarbetare som ordförande för NCB under 1960-talet. Sången har bland annat tolkats av Seth Staton Watkins.